# Polybius (Moderne Sage)

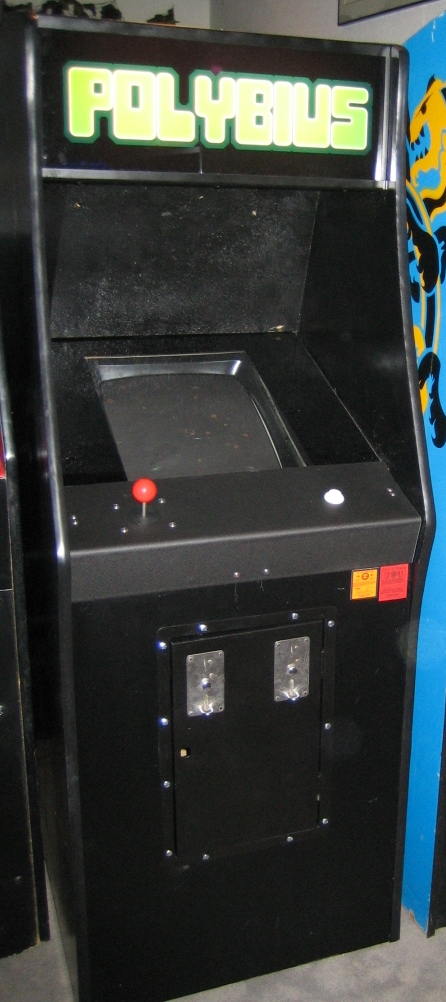
Rekonstruktion eines Arcade-Gehäuses

Bei Polybius handelt es sich um eine modernen Sage über ein 1981 angeblich von einem Hersteller namens Sinneslöschen produziertes Arcade-Spiel. Das Spiel ähnelt der Sage nach Tempest, hat jedoch eine abstraktere Grafik und Rätsel-Elemente. Die erste Erwähnung des Spiels auf einer Website konnte auf Februar 2000 datiert werden; frühere Erwähnungen ließen sich trotz umfangreichen Recherchen in Usenet-Archiven nicht finden. Das Spiel habe unter dem Verdacht gestanden, bei Photosensibilität epileptische Anfälle auslösen zu können, und sei nach wenigen Wochen wieder vom Markt verschwunden.

## Über das Spiel
Polybius-Automaten wurden der Legende nach nur in Portland aufgestellt.
Das Spiel bestehe aus einem Flug durch einen Tunnel, umrahmt von Kaleidoskop-artigen wechselnden und blinkenden Farben und Formen, untermalt von in schneller Abfolge wiederholten Geräusch-Effekten. Das Spiel habe zur Sucht werden können. Es bildeten sich angeblich Warteschlangen vor den Automaten. Zu den berichteten Nebeneffekten des Spiels gehörten: epileptische Anfälle, Gedächtnisstörungen, Krämpfe, Halluzinationen, Schlafstörungen, Panik und Depression. Auch Fälle von Selbstmord wurden mit dem Spiel in Verbindung gebracht.

## Angeblicher Entwickler Steven Roach
Laut einem Interview des Gamepulse Magazin vom 2. März 2007 mit „Steven Roach“ (später als Pseudonym identifiziert) der sich als Entwickler des Spiels ausgab, wurde das Spiel jedoch lediglich in Arcade-Hallen getestet. Als ein Kind durch das Spielen einen Epilepsie-Anfall erlitt, habe Sinneslöschen das Spiel wieder vom Markt genommen. Der angebliche Entwickler Steven Roach behauptete in Interviews, das Spiel 1980 in der Tschechoslowakei zusammen mit einem Geschäftspartner namens Marek Vachousek im Auftrag eines südamerikanischen Unternehmens entwickelt und in Portland getestet zu haben. Er habe sich seit 1965 in der Tschechoslowakei aufgehalten, weil seine Eltern dort ein Handelsunternehmen betrieben hätten. Recherchen haben ergeben, dass diese Behauptung nicht wahr sein kann, da die Tschechoslowakei damals ein Teil des Ostblocks war und Handel mit dem Westen streng kontrolliert wurde. Es gab keine privaten Software- oder Handelsunternehmen. Privatpersonen hatten zudem faktisch keinen Zugang zu (damals) moderner westlicher Computer- oder Videospieltechnologie; diese wäre auch nicht in westliche Staaten exportiert worden. Sein Geschäftspartner Marek Vachousek habe an der Masaryk-Universität Griechische Mythologie studiert und sei daher auf den Namen „Polybius“ gekommen. „Polybius“ war jedoch keine mythologische, sondern eine historische Figur der Geschichte Griechenlands. Zudem gibt und gab es weder den Studiengang „Griechische Mythologie“ noch „Griechische Geschichte“ an besagter Universität.
Stuart Brown konnte bei umfangreichen Recherchen außerdem nachweisen, dass „Steven Roach“ ein Pseudonym ist und den Urheber dieser Behauptungen als Entwickler des Spiels mit an Sicherheit grenzender Wahrscheinlichkeit ausschließen.

## Gerüchte über das Spiel
Es wurden Gerüchte verbreitet, nach denen die Automaten von Männern in schwarzen Anzügen beobachtet wurden. Diese hätten hin und wieder Daten von den Automaten ausgelesen und die Automaten wieder abgeholt. Das Spiel habe auch unterschwellige Botschaften wie „Gehorche!“ oder „Konsumiere!“ enthalten. Mehrere umfangreiche Suchen in Archiven des Usenets haben jedoch keine einzige Erwähnung des Spiels im Usenet vorfinden können; ebenso hat eine umfangreiche systematische Auswertung von US-Spielezeitschriften aus dem Zeitraum zwischen 1980 und 2000 insgesamt nur drei Erwähnungen des Worts „Polybius“ ausfindig machen können, die sich jedoch alle nicht auf das vermeintliche Videospiel bezogen.

## Weitere Rechercheprojekte
Nach Recherchen von Kultur- und Videospieljournalisten wie Cat DeSpira und Analysen von Forschern wie Brian Dunning könnte die initiale Legende von Polybius auf wahre, aber nicht miteinander verbundene Vorgänge zurückzuführen sein. Darunter der Fall des Brian Mauro, der am 27. November 1981 versuchte, einen Asteroids-Rekord aufzustellen, aber nach 28 Stunden mit Krämpfen zusammenbrach. Am gleichen Tag erlitt Michael Lopez beim Spielen von Tempest einen Migräneanfall. Während dieser Zeit wurde im US-Bundesstaat Oregon eine koordinierte Razzia gegen manipulierte Glücksspielautomaten in Bars, Nachtclubs und Arcade-Hallen vorbereitet und später durchgeführt, wobei zahlreiche Automaten in Arcade-Hallen konfisziert wurden.
2015 wurde eine Kampagne auf Kickstarter ins Leben gerufen, um den Mythos aufzuklären und eine filmische Dokumentation über das Spiel zu erstellen. Dabei sollten unter anderem verschiedene relevante Akteure der frühen 1980er interviewt werden. Die Kampagne erzielte lediglich 66.985 € und verfehlte damit ihr gesetztes Finanzierungsziel, wodurch es nicht zur Realisierung des Projekts kam.
In der US-amerikanischen Sendung Blister versuchte der Moderator Bill Sindelar erfolglos, das Spiel aufzutreiben. In der amerikanischen Ausgabe von GamePro kam Redakteur Dan Elektro zu dem Schluss, dass es keine verlässlichen Beweise gebe, dass das Spiel je existiert habe. Auch Stuart Brown kommt in einer Analyse zu diesem Schluss. Bei dieser Analyse konnte er u. a. durch Recherchen von Usenet-Einträgen, der Videogames Database und Vergleichen mit dem Internet-Archive den frühesten, aber offenbar auf ein Datum im Jahr 1998 rückdatierten, gesicherten Eintrag bezüglich des Spiels Polybius nicht vor dem 3. März 2000 finden, was ihn neben weiteren Erkenntnissen zu dem Ergebnis führt, dass Polybius nie existiert habe.

## Rezeption
Der Polybius wird sowohl in Filmen wie auch in Romanen gelegentlich aufgegriffen, zudem wurden Computerspiele zum Thema veröffentlicht.
In der Simpsons-Folge Homer, hol den Hammer raus ist ein Polybius-Automat zu sehen. Auf dem Automaten ist der Schriftzug „Property of US Government“ zu lesen. Die Science-Fiction- und Horror-Fernsehserie Dimension 404 widmet dem Spielautomaten mit Folge 4 eine eigene Folge mit einer eigenen fiktiven Handlung. Ebenfalls widmete sich der Angry Video Game Nerd in der Episode 150 intensiv dem Spiel bzw. dem zugrunde liegenden Mythos und nahm einige der modernen Legenden näher unter die Lupe, wenn auch keinerlei Ingame-Footage gezeigt wurde und es sich bei dem für die Dreharbeiten verwendeten Automaten wahrscheinlich um kein Original handelte. Auch in der Fernsehserie Loki ist in Folge 5 der 1. Staffel ein Polybius-Automat „am Ende der Zeit“ zu sehen, einem Ort, an dem alle Dinge landen, die von der TVA verbannt wurden und in der Fernsehserie Paper Girls ist in der ersten Folge das Logo von Polybius auf einem Fernseher zu sehen. Im Film Summer of 84 befindet sich ein Polybius-Automat im Hintergrund in einer Bowlinghalle.
Der Romanautor Ernest Cline griff den Spielautomaten in seinem Roman Armada als potenzielles Spiel zur Rekrutierung von Soldaten auf und stellte ihn in eine Reihe weiterer Computerspiele und Filme, die nach Ansicht des Vaters des Protagonisten die Menschheit auf eine Invasion von Außerirdischen vorbereiten sollten.
Ein Freeware-Spiel Polybius for PC (2007) ist erhältlich als Download auf der Sinneslöschen-Website. Im Mai 2017 veröffentlichte Llamasoft ein gleichnamiges Shoot ’em up für die PlayStation VR mit VR-Support. Zur Einführung des Spiels veröffentlichte die Band Nine Inch Nails ihren Song Less Than mit einem Video, in dem eine Frau an der Spielkonsole Polybius im Mittelpunkt steht.